# Operculina riedeliana
Espèce
Operculina riedeliana est une espèce de plantes de la famille des Convolvulaceae.

## Synonymes
Cette espèce a pour synonymes :
- synonymes homotypiques :
  - Ipomoea riedeliana Oliv., Hooker's Icon. Pl. 15: t. 1424 (1883). (basionyme)
  - Merremia riedeliana (Oliv.) Hallier f., Bot. Jahrb. Syst. 16: 552 (1893).
- Synonymes hétérotypiques :
  - Convolvulus bufalinus Lour., Fl. Cochinch.: 109 (1790), nom. rej. prop.
  - Ipomoea bufalina (Lour.) Choisy, Mém. Soc. Phys. Genève 6: 452 (1833 publ. 1834).
  - Nemanthera bufalina (Lour.) Raf., Fl. Tellur. 4: 80 (1838).
  - Convolvulus platypeltis Zipp. ex Span., Linnaea 15: 338 (1841), pro syn.
  - Ipomoea petaloidea var. andamanica Prain, J. Asiat. Soc. Bengal, Pt. 2, Nat. Hist. 63: 110 (1894).
  - Merremia crispatula var. andamanica (Prain) Prain, J. Asiat. Soc. Bengal, Pt. 2, Nat. Hist. 74: 307 (1905).
  - Merremia platypeltis Prain, J. Asiat. Soc. Bengal, Pt. 2, Nat. Hist. 74: 307 (1905).
  - Merremia bufalina (Lour.) Merr. & Rolfe, Philipp. J. Sci., C 3: 122 (1908).
  - Operculina bufalina (Lour.) Hallier f., Meded. Rijks-Herb. 1: 26 (1910 publ. 1911).